# Crystal Warriors
Crystal Warriors (アーリエル クリスタル伝説, Arliel: Crystal Densetsu), également appelé Arliel: Crystal Legend, est un jeu vidéo de stratégie au tour par tour et de rôle tactique sorti au Japon le 13 décembre 1991 sur Game Gear, puis dans le reste du monde en 1992. Le jeu a été développé et édité par Sega.
Il fait partie des jeux proposés au téléchargement sur la Console virtuelle de la Nintendo 3DS en 2013.
Il connaîtra une suite, intitulée Royal Stone, qui sortira en 1995 sur Game Gear, uniquement au Japon.

## Scénario
Alors que le continent de Tyramus vivait en paix depuis près d'un siècle grâce aux quatre cristaux élémentaires du royaume d'Arliel, gardés par le roi Lawrence et ses chevaliers, les hordes de l'empire Jy, menées par l'empereur Grym, envahissent le territoire. Le royaume finit par tomber aux mains de l'empire, qui s'empare de trois cristaux. La princesse Iris parvient à s'échapper avec le quatrième, empêchant Grym de régner sur Tyramus. Fou de rage, celui-ci ordonne à ses armées de retrouver la princesse et de récupérer le dernier cristal.

## Système de jeu

### Généralités
Le joueur dirige la princesse Iris et un groupe de six guerriers à travers seize niveaux.
Il existe deux façons de terminer un niveau :
- soit en battant tous les ennemis ;
- soit en s'emparant de la forteresse adverse.

On dénombre quatre classes de personnages : les combattants, les guérisseurs, les gardes et les mages, chacun ayant des forces et compétences différentes. Tous peuvent manier des armes blanches, mais les gardes et combattants excellent dans ce domaine. En revanche, seuls Iris, les mages et les guérisseurs peuvent utiliser de la magie : les mages causent des dégâts plus ou moins importants à l'adversaire, selon sa résistance à la magie, alors que les guérisseurs soignent les blessures de leurs alliés ; Iris, quant à elle, a la capacité à utiliser tous les sorts existants.

### Gameplay
Le gameplay se rapproche de celui de Shining Force, sorti un an après :
- chaque personnage commence avec certains attributs ainsi qu'un stock de points de vie, qui peuvent évoluer grâce aux points d'expérience engendrés en battant les ennemis ;
- les combats se font au tour par tour ;
- si la princesse Iris meurt, la partie est terminée, mais d'autres membres du groupe peuvent être tués sans que la partie ne prenne fin ;
- entre les batailles, il est possible de visiter les villes libérées pour se reposer, acheter de nouveaux sorts et équipements ;
- dans ces villes, le joueur peut également recruter de nouveaux guerriers en enrôlant des mercenaires, dans une limite de neuf personnages, en plus de la princesse[5].

À chaque fois que deux unités s'engagent dans une bataille, elles entrent en mode duel, pour durée maximale de deux tours. Dans ce mode, le joueur peut choisir entre quatre commandes :
- Battle — attaquer ;
- Retreat — battre en retraite ;
- Spell — lancer un sort d'attaque ou de guérison ;
- Monster — utiliser un monstre : chaque fois qu'un ennemi non humain est vaincu, il peut être capturé par le guerrier vainqueur et utilisé dans les batailles. Bien que la plupart des monstres n'aient pas beaucoup de points de vie, ils sont utiles contre les adversaires faibles ou pour protéger leur nouveau maître. Chaque personnage peut apprivoiser jusqu'à quatre monstres en même temps.

Tous les personnages, ennemis et monstres du jeu appartiennent à l'un des quatre éléments, :
- l'eau () : avantage sur le feu ;
- le feu () : avantage sur l'air ;
- l'air () : avantage sur l'eau ;
- la terre () : les unités disposant de cet attribut sont égales aux trois autres et n'ont donc ni avantages, ni pénalités.

Avant chaque combat, il est conseillé au joueur d'utiliser le sortilège scan pour analyser le terrain afin de déterminer la catégorie élémentaire de ses adversaires et ainsi de choisir quels guerriers utiliser.

### Mode multijoueur
Contrairement à la version Nintendo 3DS qui ne propose qu'à un seul joueur de mener l'aventure, la version Game Gear dispose un mode multijoueur accessible en reliant deux consoles grâce au Gear-to-Gear Cable, permettant à deux joueurs de s'affronter par équipes interposées.

## Équipe de développement
Source : MobyGames
- Character designer : Kugatsu Hime
- Planner : LLG
- Designer : Manabu
- Programmeurs : Totoyo, Yuichi Matsuoka
- Musique : Yukifumi Makino
- Réalisateur : Hide